# Daishirō Yamagiwa
Daishirō Yamagiwa (山際 大志郎, Yamagiwa Daishirō, né le 12 septembre 1968) est un homme politique japonais, membre du Parti libéral-démocrate, élu à la Chambre des représentants (2003-2005, 2005-2009 et 2012–présent: dix-huitième circonscription de la préfecture de Kanagawa) de la Diète.

## Carrière
Originaire de Kamakura (préfecture de Kanagawa), Yamagiwa est diplômé de l'Université de Yamaguchi et obtient un doctorat en médecine vétérinaire à l'Université de Tokyo. Après avoir travaillé comme vétérinaire, il est élu à la Chambre des représentants pour la première fois en 2003.
Lors de sa carrière politique, Yamagiwa participe à plusieurs reprises à des événements organisés par la secte Moon, comme on le découvre en 2022 après l'assassinat de Shinzō Abe et la révélation des nombreux liens entre le parti libéral-démocrate et cette organisation,.
Au sein du PLD, Yamagiwa est secrétaire parlementaire du Cabinet et membre du Comité du Cabinet.
En 2022, il est ministre chargé de la Revitalisation économique, du Nouveau capitalisme, des Start-up, de la Lutte contre le Covid-19, de la Gestion de la crise sanitaire et de la Réforme de la sécurité sociale pour toutes les générations et ministre auprès du Premier ministre, chargé de la Politique économique et fiscale. En octobre 2022, il démissionne de son poste après avoir été critiqué pour son manque de transparence au sujet de ses liens avec l’Église de l'Unification (couramment appelée secte Moon),.